# 샤를 8세
샤를 8세(프랑스어: Charles VIII, 이탈리아어: Carlo (IV), 1470년 6월 30일 ~ 1498년 4월 7일)은 1483년부터 사망한 1498년까지 프랑스의 왕으로서 통치한 발루아 가 출신의 군주이다. 별명은 친절왕(프랑스어: l‘Affable).

## 생애
샤를은 루이 11세의 유일한 아들로 태어났다. 유년기는 앙부아즈성에서 지냈다. 1483년 겨우 13세의 나이로 즉위하였고 1492년까지 누나 안 드 보주가 국정에 큰 영향력을 행사하였다. 1491년 샤를 8세는 이미 오스트리아의 막시밀리안 1세와 약혼하였던 안 드 브르타뉴 여공작과 결혼하였다. 1492년 그가 총애하던 신하인 에티엔 드 베스의 조언에 따라 누나 안의 간섭에서 벗어났다.
그 후 이탈리아에 대한 영유권을 주장하기 시작하였다. 우선 나폴리 왕국의 앙주 왕가에 대한 권리를 요구하였고. 이를 빌미로 이탈리아를 침공하여 이탈리아 전쟁이 시작되었다. 이 때부터 대포가 유럽의 전투에서 중요한 요소로 자리잡게 되었다. 결국 1495년 2월 22일 프랑스군은 나폴리에 입성하고 샤를 8세는 5월 12일 나폴리의 왕 카를로로 즉위하였다. 그러나 밀라노, 오스트리아, 베네치아, 교황 알렉산데르 6세는 이러한 프랑스군의 약진에 위협을 느끼고, 이들을 주축으로 하여 반 프랑스 동맹이 결성되었다. 결국에는 동맹군이 포르노보 전투에서 프랑스를 격파하여 샤를은 프랑스로 퇴각할 수밖에 없었다. 샤를은 이탈리아 원정을 계속하고 싶었으나, 전쟁으로 인한 프랑스의 빚이 너무 많아 뜻을 이룰 수 없었다.
당시 유행하였던 테니스와 유사한 죄드폼 경기를 보러가던 중 문틀에 머리를 강하게 부딪혔고, 다시 경기를 보러 가다가 갑자기 의식을 잃고 9시간 뒤 앙부아즈성에서 어이없이 사망하였다 샤를의 아이들은 모두 어려서 죽었기 때문에 왕위는 발루아 왕조의 방계인 오를레앙 공작가의 당주 루이 2세(후의 루이 12세)에게 넘어가게 되었다.

## 참고 자료
- 본 문서에는 현재 퍼블릭 도메인에 속한 브리태니커 백과사전 제11판의 내용을 기초로 작성된 내용이 포함되어 있습니다.

| 전임 루이 2세 | 비에누아의 도팽 발렌티누아와 디오의 백작 (샤를 6세로서) 1470년 - 1492년 1495년 - 1496년 - 1497년 - 1498년 | 후임 샤를 7세 샤를 8세 프랑수아 2세 루이 3세 |

| 전임 공석 (마지막으로 10대 도팽 프랑수아) | 프랑스의 도팽 (11대 도팽 샤를로서) 1470년 - 1483년 | 후임 없음 이후 프랑스의 도팽 샤를 |

| 전임 루이 11세 | 프랑스 왕 1483년 - 1498년 | 후임 루이 12세 |

| 전임 공석 (마지막으로 샤를 3세) | 프로방스와 포칼퀴어의 백작 (샤를 4세로서) 1486년 - 1498년 | 후임 루이 12세 |

| 전임 안 | 브르타뉴 공작 (결혼으로) 1491년 - 1498년 | 후임 루이 12세 |

| 전임 알폰소 2세 | 나폴리 왕 예루살렘 왕 1495년 | 후임 페르디난도 2세 |